# Doozers
Doozers es una serie de EE. UU. creada por Lisa Henson y Heather Henson y animada en computadora. Protagonizada por cuatro Doozers jóvenes (Spike, Molly, Flex y Daisy), la serie se encuentra en Doozer Creek, una comunidad autosostenible desde el punto de vista de los seres humanos. Se centra en la cooperación, el trabajo en equipo, inventar, la tecnología y la conciencia ambiental.
La serie se estrenó en Australia el 7 de octubre de 2013 en Nick Jr. a través del servicio de suscripción de televisión en Australia, Foxtel. Doozers debutó en varios territorios en toda Europa (incluyendo el Reino Unido), Medio Oriente y África a través del canal preescolar Cartoonito en octubre de 2013. Se estrenó en Discovery Kids de Latinoamérica, el 17 de marzo de 2014 y Cartoon Network Asia. En Alemania, se estrenó el 13 de diciembre de 2013, en el canal de TV Boomerang.
La serie se estrenó en los Estados Unidos exclusivamente en Hulu el 25 de abril de 2014.

## Sinopsis
Los Doozers son pequeñas criaturas que viven en Doozer Creek, una comunidad autosostenible. Se trata de unos seres procedentes del universo Fraggle Rock, que aparecían en la serie clásica de la década de 1980 como pequeños seres que trabajaban sin parar construyendo estructuras que los Fraggle comían. Los personajes principales son Daisy Wheel, Molly Bolt, Spike y Flex, Los Doozers formaron un grupo de expertos con herramientas llamado Escuadrón de Acción.

## Personajes
- Daisy Wheel es la hermana de Spike que lleva una mochila voladora.
- Spike es el hermano de Daisy Wheel usando un manos mecánicas a la Alta Stuff y cosas para agarrar.
- Molly Bolt es la que acompaña el móvil Doozer con Flex.
- Flex es el que conduce el Doozer móvil con Molly.

## Curiosidades
La traducción española de "Doozers" en la serie Fraggle Rock era "curris", haciendo referencia al trabajo constante ("curro") de estos personajes en contraposición a la vida despreocupada de los Fraggle. 
- Datos: Q17323160